# Glandularia tampensis
Glandularia tampensis är en verbenaväxtart som först beskrevs av George Valentine Nash, och fick sitt nu gällande namn av John Kunkel Small. Glandularia tampensis ingår i släktet Glandularia och familjen verbenaväxter. Inga underarter finns listade i Catalogue of Life.